# 하디자 이브라힘
다툭 하디자 이브라힘(말레이어: Datuk Khadijah Ibrahim, 1960년 1월 19일 ~ )은 말레이시아의 가수이자 배우이다.
1960년에 태어났으며, 1979년 가수로 데뷔했다. 위로는 오빠 라티프 이브라힘(현재 작고)과 언니 소피아 이브라힘이 있는데 둘 또한 연예인으로 활동 중이다.

## 앨범
- Sehari Dalam Cinta (1979)
- Potret Kasih (1980)
- Just Thinking of Us (1981)
- Wajah Impian (1981)
- Everyday Girl (1981)
- Mengapa Aku Disalahkan (1982)
- I'll Never Be the Same (1983)
- Ku Pendam Sebuah Duka (1987)
- '88  (1988)
- Citarasa (1989)
- Romantika (1992)
- Terbang Pulang (2000)